# Shachna Itzik Birger
Shachna Itzik Birger, besser bekannt als Charles Birger (* 1881 im Russischen Kaiserreich; † 19. April 1928 in Benton, Illinois, USA), war ein US-amerikanischer Mobster während der Prohibition in den Vereinigten Staaten im südlichen Illinois und wird heute der Kosher Nostra zugerechnet.

## Leben

### Frühe Jahre
Birger war mit seinen Eltern in die Vereinigten Staaten emigriert. Seine frühste amtliche Erwähnung ist seine Militärakte, die ihn als Angehöriger des 13th Cavalry Regiment ausweist, das in South Dakota stationiert war. Birger galt als guter Soldat und wurde am 4. Juli ehrenvoll aus der US Army entlassen; sein letzter Standort war Fort Meade, South Dakota.
Nach seiner Entlassung wurde er vorübergehend Cowboy, kehrte dann irgendwann nach Illinois zurück, heiratete und wurde zunächst Minenarbeiter in der jungen und expandierenden Bergwerksregion in Harrisburg, Illinois. Später war er als Barmann tätig und als die Prohibition begann, stieg Birger in das nun illegale Geschäft mit Alkohol ein.
Birgers Basis blieb Harrisburg, aber er errichtete auch außerhalb Speakeasy. So versuchten bereits die Behörden aus Saline County ihn zu vertreiben, da er genau an der Grenze des Bezirks eine Bretterbude als Barbecue-Stand mit dem Namen Shady Rest errichtet hatte; der lag am alten Highway 13, mitten zwischen Harrisburg und Marion im Williamson County.

### Auseinandersetzung mit dem Ku-Klux-Klan
Als Birgers Hauptrivale sollte sich bald die Shelton Brothers Gang erweisen, mit der er zunächst zusammenarbeitete, mit der er aber auch um die Kontrolle über das Kohlerevier im südlichen Illinois ringen sollte.
Ein Problem war zunächst der Ku-Klux-Klan, welcher in den 1920er Jahren ein Befürworter der Prohibition war, da aus ihrer Sicht der Alkohol als von Immigranten – Katholiken und andere Religionen – eingeschlepptes unamerikanisches Teufelszeug galt. Andererseits arbeiteten gerade diese Immigranten in den Kohleminen der Region und dachten nicht daran, ihre alten Trinkgewohnheiten zu ändern.
Im Frühjahr 1923 versammelten sich im Williamson County rund 5000 Mitglieder des Ku-Klux-Klan, der sich auf die ansässigen Gemeinden der Baptisten und Protestanten in den kleinen Dörfern und den größeren Städten stützen konnte. Anführer war der 58-jährige S. Glenn Young, ein ehemaliger Beamter des FBI.
Der Mob begann auf der Suche nach Alkohol von Haus zu Haus zu wandern; Alkoholbesitzer wurden gefangen genommen und den offiziellen Behörden übergeben, die gegen diese illegalen Festnahmen und Inhaftierungen nichts unternahmen. Teilweise hatten die Behörden sogar Klanmitglieder zu offiziellen Hilfskräften gemacht. Gewählte Politiker, welche erwischt worden waren, wurden aus ihren Ämtern gejagt und durch Klan-Mitglieder ersetzt.
Am 24. Januar 1925 kam es zu einem Vorfall, bei dem der Hilfssheriff Ora Thomas in Herrin zu einem Tabakwarenladen gerufen wurde, wo er auf Klanführer Young traf. Beide schossen sich gegenseitig nieder; zwei Klanmitglieder entkamen im Getümmel. Für den toten Klanmann wurde eine offizielle Kundgebung abgehalten, an der rund 15.000 Personen teilnahmen.
Birger arbeitete zu dieser Zeit mit seinen Leuten noch mit der Shelton Brothers Gang zusammen und sie griffen im April 1926 die Anführer des Klans in Herrin an, wobei Maschinenpistolen vom Typ Thompson und Flinten zum Einsatz kamen. Obwohl die Polizei gerufen wurde, erschien diese nicht, so dass hinterher nur gegen Unbekannt ermittelt werden konnte.
Die personellen Verluste des Klans waren nur gering, aber die Macht des Klans wurde durch den Tod der Anführer gebrochen. Die gewählten Gesetzesvertreter konnten in ihre Büros und Ämter zurückkehren und die Alkoholschmuggler wieder ihren illegalen Tätigkeiten nachgehen.

### Auseinandersetzung mit der Shelton Brothers Gang
Birger beanspruchte Harrisburg als „seine“ Stadt und ging gegen andere kriminelle Aktivitäten vor. Als z. B. ein kleiner Laden ausgeraubt wurde, entschädigte Birger den Ladenbesitzer öffentlichkeitswirksam, während der mutmaßliche Täter wenige Tage später tot aufgefunden wurde.
Dieser Vorfall überschnitt sich in etwa mit dem Beginn der Auseinandersetzung Birgers mit den Shelton-Leuten, die sich bis Oktober 1926 zu einem offenen Konflikt auswachsen sollte. Die Shelton Gang versuchte dabei die kleine, illegale Bar Shady Rest mit Dynamit in die Luft zu sprengen, aber der Anschlag misslang. Zahlreiche Personen wurden während dieser Auseinandersetzung getötet und es war nie klar, welche Seite gerade die Oberhand hatte. Beide Seiten setzten präparierte Lastkraftwagen ein, die gepanzert worden waren und aus denen geschossen werden konnte.
Insbesondere ein Mord sollte dabei Birger selbst zum Verhängnis werden. In West City, einem kleinen Ort in der Nähe von Benton, lebte Joseph Adams als Bürgermeister und Betreiber einer kleinen Autowerkstatt. Birger erkannte bald, dass dort der gepanzerte Lastkraftwagen der Sheltons repariert wurde und verlangte dessen Herausgabe. Da Adams das aber nicht tat, warfen Birgers Leute im Vorbeifahren eine Bombe auf die Werkstatt und demolierten die Vorderseite des Gebäudes. Im Dezember 1926 klingelten dann Harry und Elmo Thomasson am Wohnhaus von Adams, um ihm angeblich einen Brief von Carl Shelton zu überbringen; als dieser öffnete und anfing den Brief zu lesen, wurde er von den beiden erschossen.
Im Folgemonat antwortete die Shelton Brothers Gang u. a. mit der – nun erfolgreichen – Zerstörung des Shady Rest; in den Trümmern wurden vier Leichen entdeckt, die bis zur Unkenntlichkeit verbrannt waren. Die Reihe von Explosionen und das Feuer waren so heftig gewesen, dass sie nicht nur in der unmittelbaren Umgebung bemerkt worden waren.
Außerdem verschwand etwa zur gleichen Zeit das Ehepaar Price spurlos. Lorry Price galt als Verbündeter Birgers und war ein Staatspolizist des Staates Illinois. Price hatte insbesondere bei einem großangelegten Versicherungsschwindel mit Autos mit Birger zusammengearbeitet; Birgers Bande stahl die Autos und wenn nun Belohnungen zur Wiederbeschaffung der Fahrzeuge ausgesetzt wurden, fand Price die Autos wieder und teilte sich die Belohnung mit Birger.

### Das Ende
Bisher war Birger allen Anklagen entgangen und nach diversen Verhaftungen war er bisher immer nach wenigen Tagen wieder frei gekommen. Als er im Juni 1927 wegen des Mordes an Joe Adams verhaftet wurde, leistete er deshalb auch keinerlei Widerstand. Er wurde verhaftet und in einen anderen Bezirk (Franklin County) gebracht, wo er keinen politischen oder sonstigen Einfluss ausüben konnte.
Zusammen mit den beiden Killern wurde er angeklagt und er selbst zum Tode durch den Strang verurteilt, was Birger als ungerecht empfand, da die beiden Schützen lediglich zu Gefängnis verurteilt worden waren. Am 19. April 1928 wurde Birger im Franklin County Jail in Benton gehängt.
Als Birger zum Galgen geführt wurde, begleitete ihn ein Rabbiner. Er schüttelte dem als „human hangman“ bekannten Scharfrichter Philipp Hanna die Hand. Seine letzten Worte soll der Ausspruch „It’s a beautiful world“ gewesen sein.

### Nachlass
Birger wurde auf dem Chesed Shel Emeth Cemetery in University City, einem Vorort von St. Louis, Missouri, beigesetzt. Sein Grabstein trägt seinen Geburtsnamen. Seine Schwester Rachel Shamsky und eine seiner zwei Töchter wurden später in seiner Nähe begraben.
Birger war der letzte zum Tode Verurteilte, der in Illinois öffentlich mit dem Galgen hingerichtet wurde; er geriet 2006 erneut in die Schlagzeilen, als die Enkelin des bei der Hinrichtung verantwortlichen Sheriffs dem County Jail Museum die zur Hinrichtung verwendete Schlinge übergab.

## Medien
- 1973: Bad Charleston Charlie, eine hochgradig spekulative US-Filmkomödie über Birgers Leben